# باري براون
باري براون (بالإنجليزية: Barry Brown)‏ (و. 1943  م) هو لاعب كرة قدم أمريكية، من الولايات المتحدة، ولد في بوسطن، يلعب كظهير ‏.

## التعليم
تعلم في Pioneer High School (Ann Arbor, Michigan) ‏.

## روابط خارجية
- باري براون على موقع مرجع كرة القدم المحترفة.كوم (الإنجليزية)